# Béreg
Béreg (szerbül Бачки Брег / Bački Breg, horvátul Bereg) falu Szerbiában, a Vajdaság Nyugat-bácskai körzetében, Zombor községben, közel a magyar és a horvát határhoz. Magyarország felé határátkelővel rendelkezik.

## Fekvése
A falu Vajdaság északnyugati csücskében fekszik. Nyugatról a Dunához kapcsolódó mesterséges csatornarendszer, keletről pedig a Kígyós-ér határolja. Ez utóbbi környékén a faluhoz kiterjedt mocsárvidékek tartoznak.
A falu északi részén található a magyarországi Hercegszántóra vezető határátkelőhely, ami miatt a településnek erős átmenő forgalma van.

## Története
A település neve az ószláv bereg ('part') szóból származik. Első említése 1319-ből való. Ekkor Becsei Imre birtoka volt. A török hódítás után elnéptelenedett falut 1620-ban a horvátországi Klissza vidékéről származó katolikusokkal telepítették be. Az ő utódaik sokácoknak hívják magukat.
1708-ban és 1737-ben kolera- illetve pestisjárvány támadta meg a falut.
A 18. században érkező magyar és német telepesek beköltözésével megkezdődött a mocsarak nagy részének lecsapolása, amivel a település mezőgazdasága fordulópontot vett.
Jelentős szerepet játszik a falu életében az 1967 -ben megnyílt határátkelő Magyarország felé

## Népesség

### Demográfiai változások
| 1948 | 1953 | 1961 | 1971 | 1981 | 1991 | 2002 | 2011 |
| ---- | ---- | ---- | ---- | ---- | ---- | ---- | ---- |
| 2244 | 2218 | 2045 | 2006 | 1770 | 1585 | 1388 | 1140 |

## Gazdasága
A falu összterülete 3290 ha, amelynek 85%-a megművelt terület. A település alaprajza megközelítőleg egyenlő szárú háromszög. A régebbi házak többsége tipikusan a sokácokra jellemző építési módot követi.

## Sport
A falu labdarúgócsapata a Dinamo ,1923 -ban alakult.
A helyi  sakkcsapat 1990 - ben alakult. Jelenleg 34 tagja van, Josip Dekić FIDE-mester vezetésével.